# Claude-Étienne Hugau
Claude Étienne Hugau (1741-1820), soldat puis officier de l'Ancien Régime, fut député de l'Eure de la première Assemblée législative (1791-1792), avant de devenir Inspecteur des Revues.

## Carrière militaire

### Soldat et bas-officier (1757-1767)
Né à Paris le 2 avril 1741, il s'engage le 1er mars 1757 (il n'a pas encore 16 ans) au régiment de Bretagne avec lequel il participe à la guerre de Sept Ans. Affecté à l'armée du Hanovre sous les ordres du duc de Richelieu, puis du marquis de Soubise, il est blessé et fait prisonnier de guerre en septembre 1758 à Hoya. Libéré de son camp de prisonniers, il change d'arme et devient cavalier en mars 1763, au régiment Colonel-Général : avec ce nouveau régiment il fait encore près de 2 ans de campagne et reçoit deux blessures.
En mars 1763, il est nommé fourrier, puis très rapidement maréchal des logis le 1er avril de la même année, avant d'être promu porte-étendard en juin 1765, puis responsable de la caisse du régiment avec rang de sous-lieutenant en septembre 1765.

### Une exceptionnelle carrière d'officier (1767-1789)
Grâce aux réformes du comte d'Argenson, Hugau, simple roturier, devient sous-lieutenant le 6 avril 1767, puis lieutenant le 20 avril 1768, à l'arrivée du nouveau mestre de camp du régiment colonel-général, le marquis Brunet d'Évry.

### La campagne dans les Grandes Indes (1769-1772)
En juin 1769, le lieutenant Hugau quitte son régiment pour participer à une mission de soutien du Nabab du Mysore, Hyder Ali Khan, en lutte contre les Anglais aux Indes. Le détachement d'une dizaine d'officiers sous les ordres du lieutenant-colonel Hügel, "sans soutien officiel" part de Bordeaux en septembre 1769 : pour l'occasion Hugau est nommé capitaine de cavalerie. Après une longue étape à l'Île-de-France, le détachement français débarque à Goa le 1er janvier 1771, puis après de très nombreuses aventures rejoint l'armée d'Hyder Ali Khan. 
Cette dernière est sévèrement battue le 2 mars 1771, par la cavalerie Marathes qui cherche à reprendre le contrôle de la province du Mysore.
Après cet échec Hugau est désigné pour porter des nouvelles en France et il quitte les Indes en janvier 1772 pour rejoindre Brest le 15 juillet. De son séjour aux Indes, Hugau va rédiger un journal de ses aventures.

### La campagne en Amérique (1780-1783)
Rentré en France, attaché à la Légion Royale comme capitaine à la suite, il va rapidement rencontrer le duc de Lauzun qui a une grande influence sur sa carrière militaire : dès 1774, il accompagne le duc de Lauzun dans un voyage d'étude en Allemagne. À la suppression de la Légion Royale en 1776, il suit le duc de Lauzun dans son nouveau régiment, Royal Dragons.
En 1778, Hugau se marie avec Eléonore Boldelle, fille d'un officier de bouche en poste à Versailles et obtient le grade de major, dans la nouvelle unité mise sur pied pour le duc de Lauzun, le Corps des Volontaires Étrangers de la Marine.
Dès juin 1779, le duc de Lauzun le propose pour le grade de lieutenant-colonel, mais devant un avancement aussi rapide, il est seulement nommé major-général (rang de lieutenant-colonel) mais sans augmentation de traitement : il obtient aussi la croix de chevalier de l'ordre royal et militaire de Saint-Louis en septembre 1779. 
La 2e Légion des volontaires étrangers de la marine est transformée en Légion de Lauzun en mars 1780. Embarqué pour les États-Unis en mai 1780, il apprend le 20 juin qu'il est officiellement nommé lieutenant-colonel : début juillet, les forces françaises débarquent à Newport.
Après la campagne de 1781 et la victoire de Yorktown, Hugau assure la réalité du commandement de la Légion de Lauzun et ses relations avec le colonel en second, le comte Dillon, sont difficiles. Hugau écrira un journal de son séjour aux États-Unis et divers écrits en relation avec son voyage en Amérique.

### Le régiment desHussards de Lauzun(1783-1789)
De retour en France en septembre 1783, Hugau, nommé lieutenant-colonel dans le nouveau régiment des hussards de Lauzun, s'occupe de l'organisation du nouveau corps, obtient une pension de 600 £ sur l'ordre de Saint-Louis et de 800 £ au titre du département de la Marine. Comme lieutenant-colonel des Hussards de Lauzun, il demande et obtient plusieurs congés. Il donne finalement sa démission pour raison de santé en mars 1789 (peut-être aussi en raison de la santé de son épouse), ayant conscience que son statut de roturier ne lui permet pas de commander un régiment : il indique dans un courrier de 1804 : né plébien [...], il ne lui était pas possible de devenir colonel titulaire d'après les principes adoptés alors. À cette occasion, le duc de Lauzun indique : M. Hugau a toujours servi avec zèle et une intelligence rare. Il est absolument sans fortune, sa santé ne lui permet plus le service actif d'une troupe légère. Il obtient finalement une pension de retraite de 2 800 £.

## Carrière judiciaire et politique (1789-1800)
4 mois après sa démission de l'armée, il est nommé commandant en second de la Garde Nationale d'Évreux et de sa région. Il participe ainsi à la Fête de la Fédération, à la tête de son détachement le 14 juillet 1790. Il est en même temps nommé juge de paix et président de l'administration du district d'Évreux.
Claude Hugau est élu député de l'Eure et siège à la nouvelle Assemblée Législative à partir d'octobre 1791, se spécialisant sur les questions et sujets d'organisation militaire. 
En septembre 1792, son mandat terminé, il reprend son travail de juge de paix, mais aussi "d'agent supérieur du gouvernement pour le recrutement" et de "commissaire pour annoncer les secours à domicile aux pauvres parents des défenseurs". En 1798, il devient président du tribunal criminel pour le département de l'Eure.

## Inspecteur aux Revues (1800-1815)
Le 7 avril 1800, sur recommandation d'un ancien de la campagne d'Amérique, le général Mathieu Dumas, Claude Hugau devient sous-inspecteur aux revues de 2e classe, avec un traitement équivalent à celui d'un colonel. Affecté à l'armée du général Moreau le 21 avril 1800, il participe à la campagne d'Allemagne, puis est affecté à Caen le 15 avril 1801 et enfin au camp de Boulogne le 30 août 1803.
Dès 1804, la santé de son épouse demande des soins constants : le camp de Boulogne étant considéré comme un service en campagne, Hugau demande un poste d'inspecteur attaché à une école militaire. Il reçoit, au camp de Boulogne, la croix de chevalier de la Légion d'honneur des mains de Napoléon, le 16 août 1804.
Sa demande est prise en compte et il devient sous-inspecteur à Fontainebleau (novembre 1804), puis à Versailles : en 1809, à 68 ans, il est promu sous-inspecteur de 1re classe. En janvier 1810, il devient inspecteur aux revues à Nancy, avec rang de général de brigade et obtient la croix d'officier de la Légion d'honneur.
En 1814, devant l'avance des troupes alliées, Hugau replie sur ordre ses services à Paris où il s'installe le 24 janvier. La 1re Restauration lui donne l'ordre de rejoindre Nancy dès le 30 mai 1814 et il reçoit l'ordre du Lys. Mais, à 74 ans, étant le plus ancien inspecteur aux Revues de l'armée, Louis XVIII décide sa mise à la retraite par courrier du 16 février 1815, au grand désespoir de Hugau qui écrit au maréchal Soult : ... recevant ma retraite sans l'avoir demandée, le Public pourrait croire que c'est une disgrâce !. Malgré les Cent-Jours, l'administration continue son travail et c'est Napoléon, de retour à Paris, qui lui accorde sa retraite en avril 1815, pour 56 ans, 9 mois et 4 jours de service, soit 4 000 Frs, comme un général de brigade. 
Son épouse meurt à Nancy en mai 1815, Hugau se retire à Évreux où il meurt le 12 mars 1820. Il a sa sépulture au cimetière Saint-Louis.

## Sources et bibliographie
- Bodinier (Gilbert), Les officiers de l'Armée Royale combattants de la guerre d'indépendance des États-Unis, de Yorktown à l'an II, Vincennes, SHAT, 1983
- Bodinier (Gilbert), Dictionnaire des officiers de l'Armée Royale qui ont combattu aux États-Unis pendant la guerre d'Indépendance, Vincennes, SHAT, 1983 et 3e édition augmentée et corrigée chez l'auteur 53420 Chailland.
- Hugau (Claude Étienne), Ms F frn 26 Manuscrits, titres et diplômes, Archives de la bibliothèque d'Évreux
- Hugau (Claude Étienne), Ms F frn 27  Mémoire pour le sieur Hugau, lieutenant-colonel de Lauzun-Hussards
- Hugau (Claude Étienne), Ms F frn 28 et 28 bis Voyage en Asie 1769-1772
- Hugau (Claude Étienne), Ms F frn 29 Compilations historiques, politiques et géographiques sur l'Inde
- Hugau (Claude Étienne), Ms F frn 30 Détails intéressants sur les évènements arrivés dans la guerre d'Amérique, présentation par Gérard-Antoine Massoni, mémoire de maîtrise sous la direction du professeur Vion-Delphin, Université de Franche Comté, 1996, p. 258 p.
- Hugau (Claude Étienne), Ms F frn 31, Mémoire sur le commerce entre la France et les États-Unis (Philadelphie, hyver 1781-1782
- Hugau (Claude Étienne), Rapport fait à l'Assemblée Nationale au nom du comité militaire sur le règlement du 1er janvier 1792, concernant le service intérieur, la police et la discipline de l'infanterie, le 7 avril 1792, Imprimé sur ordre de l'Assemblée Nationale
- Labadie (Jean-Yves), "Un Ebroicien d'adoption, Claude Étienne Hugau (1741-1820), dans Connaissance de L'Eure, 1992, no 85 (juillet)
- Massoni (Gérard-Antoine), "Claude Hugau (1741-1820), lieutenant-colonel des Hussards de Lauzun, membre de la 1re Assemblée Législative, Inspecteur des Revues", dans Vivat Hussar, Tarbes, 1994, no 29, p. 79-96
- Massoni (Gérard-Antoine), Histoire d'un régiment de cavalerie légère, le 5e Hussards de 1783 à 1815, Paris, Ed. Archives et Culture, 2007.
- Robert (A.), Bourloton (E.), Cougny (G.), Dictionnaire des parlementaires français comprenant tous les membres des assemblées françaises et tous les ministres depuis le 1er mai 1789 jusqu'au 1er mai 1889, Paris, Ed. Bourloton, 1890, 5 vol., 1889-1890
- Turlotte (colonel), "La mission française auprès des Nababs du Mysore" dans Revue historique des armées, Vincennes, 1993, no 1
- Valence (Françoise de), Le voyage Extraordinaire d'un capitaine de dragons chez Hyder Ali Khan (1769-1772), Paris, Ed. Maisonneuve et Larose, 2001